# Перић
Перић је српско презиме. Оно се може односити на:
- Богосав Перић (1947), бивши југословенски и српски рукометаш
- Бојан Перић (1985), српски позоришни, телевизијски и филмски глумац
- Борислава Перић (1972), српска стонотенисерка и параолимпијка
- Бранко Перић (1913—1942), учесник Народноослободилачке борбе и народни херој Југославије
- Василије Перић (1965), српски политичар и економиста
- Велес Перић (1924—1991), српски песник
- Веселин Перић (1930—2009), српски математичар
- Весна Перић (1972), српска драматург, сценаристкиња, филмска критичарка
- Владимир Перић Валтер (1919—1945), учесник Народноослободилачке борбе и народни херој Југославије
- Владимир Перић (уметник) (1962), српски мултимедијални уметник
- Дарко Перић (1977), српски глумац
- Дејан Перић (1970), бивши српски рукометаш
- Драган Перић (1962), српски писац, новинар и историчар
- Драган Перић (атлетичар) (1964), бивши југословенски и српски атлетски репрезентативац
- Дубравка Перић (1927—2002), југословенска и хрватска филмска и позоришна глумица
- Живојин Перић (1868—1953), српски правник и политичар
- Марко Перић (1984), српски спортиста и футсалер
- Милан Перић (фудбалер) (1986), српски фудбалер
- Никола Перић (1992), српски фудбалски голман
- Нинко Перић (1886—1961), српски правник и политичар
- Нићифор Перић (1862—1918), митрополит рашко-призренски
- Порфирије Перић (1961), митрополит загребачко-љубљански
- Ратко Перић (1914—1985), учесник Народноослободилачке борбе, генерал-мајор ЈНА
- Раша Перић (1938), српски песник
- Слободан Перић (1961—2010), пуковник и пилот Ратног ваздухопловства Војске Југославије
- Софија Перић (2001), српска певачица
- Софија Перић Нешић (1906—1986), југословенска и српска позоришна, филмска и телевизијска глумица
- Стјепан Перић (1983), хрватски глумац